# 塔旺布里甲拉
塔旺布里甲拉（1870年—1931年7月23日）一译塔旺布鲁克札勒，字云桥，另作云樵，蒙古族，西套蒙古阿拉善厄鲁特旗人。阿拉善旗扎萨克和硕亲王，民初曾任蒙藏院总裁等职。清末、中华民国大陆时期内蒙古政治人物，人称“塔王”。

## 生平
清同治九年（1870年），他出生于定远营。塔旺布里甲拉初尚克勤郡王崧杰之女睿仙格格，后来两次续弦。光绪十一年（1885年）乙酉，塔旺布里甲拉从政，赐顶戴花翎。光绪二十年（1894年）甲午正月，加贝子衔，旋充乾清门行走及御前行走。宣统二年（1910年）庚戌，袭阿拉善旗扎萨克和硕亲王爵。
中华民国成立后，塔旺布里甲拉赞成五族共和，历任京都翊卫使、西蒙宣抚使、参议院议员、蒙藏院总裁、蒙藏委员会委员等职务。他在阿拉善霍硕特特别旗兴办文化教育事业、创办实业，还消除了哥老会事变。1922年1月16日，他获将军府授“翼威将军”。後支持冯玉祥的国民军北伐。
1931年7月23日，塔旺布里甲拉逝世，享年61岁。

## 逸事
- 清朝末年，塔旺布里甲拉在琉璃厂书肆购买了一本《石头记》（即《红楼梦》），流传后世称为“蒙古王府本”。[1]

## 家庭
- 元配：睿仙，早逝[4]
  - 一子，五岁夭折
- 继室：李氏，早逝[4]
- 继室：姜静德（育有三子一女）
  - 长子：达理扎雅，第八任阿拉善亲王。
  - 次子：达都拉旺希格，1931年春因摩托车车祸身亡，其妻子随后服毒自尽。
  - 三子：达穆林旺楚克（1916年－1986年），曾在台湾任立法委员。
  - 女：塔祉华，晚年居住北京并在北京逝世。[1]